# Live in Tokyo (album de Weather Report)
Pour les articles homonymes, voir Live in Tokyo.
Albums de Weather Report
I Sing The Body Electric
(1972) Sweetnighter
(1973)
Live in Tokyo est le premier album live du groupe de jazz fusion américain Weather Report. Il a été enregistré le 13 janvier 1972 au Shibuya Kokaido Hall de Tokyo.

## Liste des titres
| No | Titre                                                            | Auteur                       | Durée |
| -- | ---------------------------------------------------------------- | ---------------------------- | ----- |
| 1. | Medley: Vertical Invader/Seventh Arrow/T.H./Doctor Honoris Causa | Joe Zawinul, Miroslav Vitouš | 26:14 |
| 2. | Medley: Surucucú/Lost/Early Minor/Directions                     | Joe Zawinul, Wayne Shorter,  | 19:19 |
| 3. | Orange Lady                                                      | Joe Zawinul                  | 18:14 |
| 4. | Medley: Eurydice/The Moors                                       | Wayne Shorter                | 13:49 |
| 5. | Medley: Tears/Umbrellas                                          | Wayne Shorter,Joe Zawinul    | 10:54 |

## Musiciens
- Josef Zawinul - piano acoustique et électrique
- Wayne Shorter - saxophone soprano, saxophone ténor
- Miroslav Vitous - basse
- Eric Gravatt - batterie
- Dom Um Romão - percussions

## Production
- Kiyoshi Itoh – producteur
- Susumu Satoh – ingénieur
- Eiko Ishioka – design
- Yoshio Nakanishi – design
- Tadayuki Naitoh – photographie